# Горбиця
Го́рбиця (рос. Горбица) — село у складі Стрітенського району Забайкальського краю, Росія. Входить до складу Верхньо-Куларкинського сільського поселення.

## Населення
Населення — 60 осіб (2010; 83 у 2002).
Національний склад (станом на 2002 рік):
- росіяни — 98 %